# Красноголовый цветоед
Красноголовый цветоед (лат. Dicaeum nehrkorni) — вид певчих птиц семейства цветоедовых. Подвидов не выделяют. Видовое название дано в честь немецкого орнитолога Адольфа Неркорна.

## Описание
Длина тела достигает 8,5 см. У самцов макушка и надхвостье ярко-красные, остальная часть верхней половины тела (верхняя часть головы, спина, крылья и хвост) чёрная с выраженным синим отливом. Горло, грудь и бока серые. Посередине груди имеется маленькое красное пятнышко, вниз от которого через грудь и брюхо проходит узкая чёрная полоса. Брюхо светлое, почти белое. Белые пятна имеются также у основания крыльев. Радужная оболочка тёмная. Цвет клюва варьируется от тёмно-коричневого до чёрного. Ноги чёрные. Самки заметно бледнее самцов, красные пятно на макушке менее выражено, иногда и вовсе отсутствует; на груди пятна нет. Оперение верхней части тела сероватое. Молодые особи в целом похожи на самок, но отличаются отсутствием красного пятна на надхвостье.
Пение состоит из серии очень высоких, несколько металлических «zit-zit», а также из пронзительной трели, напоминающей стрекотание насекомых.

## Распространение
Эндемик острова Сулавеси в Индонезии. Обитает в лесах в холмистых и горных регионах на высоте от 200 до 2400 метров над уровнем моря. В своём ареале достаточно редок. Точное число особей не известно, популяция сокращается.
Места обитания охватывают несколько охраняемых территорий, например, национальный парк Лоре-Линду.

## Биология
Питается фруктами (например, плодами растений рода Prunus) и ягодами, а также, вероятно, пыльцой и нектаром лорантовых растений. Держится поодиночке, парами или же стайками, в том числе вместе с другими видами.
О размножении информации нет.